# Jane Harding

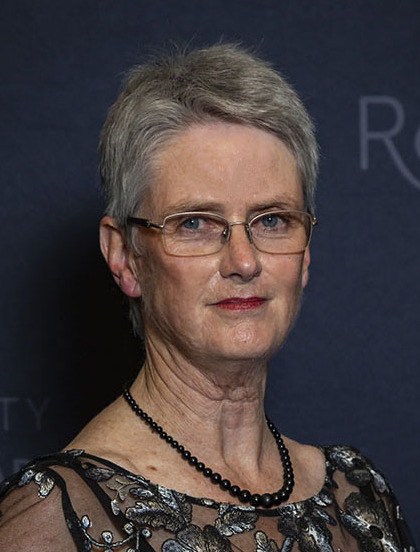
Jane Harding, 2019

Jane Elizabeth Harding, DNZM (* 1955) ist eine neuseeländische Medizinerin und Hochschullehrerin. Sie ist Professorin und eine weltweit führende Neonatologin am Liggins Institute der University of Auckland. Sie forscht über das Zusammenspiel von Nährstoffen und Wachstumsfaktoren bei der Wachstumsregulation vor und nach der Geburt, die perinatale Glukoseregulation und die langfristigen Folgen von Behandlungen rund um die Geburt.

## Leben und Werk
Harding studierte Medizin an der University of Auckland, wo sie ihren Bachelor of Science und den MBChB erwarb. Anschließend absolvierte sie mit einem Rhodes-Stipendium eine Ausbildung in fetaler Physiologie und promovierte an der University of Oxford. Nach ihrer Fachausbildung zur Kinderärztin in Neuseeland schloss sie ihr FRACP in Neonatologie ab. Ihre Postdoktorandenausbildung absolvierte sie als Fogarty Fellow an der University of California in San Francisco.
Harding wurde 1989 an die Fakultät der University of Auckland berufen und 1997 zur Professorin für Neonatologie und 2011 zum University Distinguished Professor ernannt. Von 2003 bis 2007 war sie stellvertretende Direktorin des Liggins Institute, von 2008 bis 2015 stellvertretende Vizekanzlerin für Forschung an der University of Auckland und Mitglied der LiFePATH-Forschungsgruppe des Liggins Institute der Universität.
Seit 2014 ist sie neuseeländische Sekretärin des Rhodes Trust, der zukünftige Generationen herausragender neuseeländischer Führungskräfte und Wissenschaftler auswählen und betreuen soll. Sie war Vorsitzende der Lenkungsgruppe Public Health Global Challenge und Mitglied der akademischen Beratergruppe des Worldwide Universities Network.

## Forschung
Harding stellt internationale multidisziplinäre Teams zusammen, die sie unterstützt und leitet, um in Fragen der Perinatalmedizin zu forschen. Sie untersuchte, wie sich Ereignisse und Eingriffe während der Schwangerschaft, der Geburt und der Neugeborenenperiode auf das Wachstum, die Entwicklung und die langfristige Gesundheit von Babys und deren Müttern auswirken. Ihre Arbeit zur Regulierung des Wachstums eines Babys vor und nach der Geburt hat zu Paradigmenwechseln in diesem Bereich auf nationaler und internationaler Ebene geführt.
1995 zeigte ihre Arbeit, dass Brustklopfen, eine übliche Physiotherapie bei Frühgeborenen, mit Hirnschäden und dem Tod verbunden ist. Ihre klinischen Beobachtungen bis zur Bestätigung, dass Brustperkussion Hirnschäden verursacht, war ein wichtiger Beitrag zur Verbesserung der Neugeborenenversorgung auf der Welt.
Sie erkannte die Auswirkungen eines niedrigen Blutzuckerspiegels auf die Gehirnentwicklung von Frühgeborenen und entwickelte eine einfache und kostengünstige Intervention in Form eines Dextrose-Gels, das die Behandlung von Babys auf der ganzen Welt verändert hat. Ein niedriger Blutzuckerspiegel betrifft bis zu 15 % der Neugeborenen und kann zu Hirnschäden führen. Harding leitete die erste randomisierte Studie zu einer neuartigen Behandlung, wo Dextrose-Gel in die Wange des Babys eingerieben wurde. Diese einfache Behandlung konnte niedrige Glukosewerte wirksam umkehren, die Zahl der Aufnahmen zur Neugeborenen-Intensivstation wegen dieses Problems halbieren und gleichzeitig die Stillraten verbessern.
Ihre Arbeit zur Regulierung des Wachstums eines Babys vor und nach der Geburt hat zu Paradigmenwechseln auf diesem Gebiet geführt. Sie hat beispielsweise gezeigt, dass bemerkenswert kurze Änderungen in der Ernährung der Mutter während der Schwangerschaft das Wachstum, den Stoffwechsel und die Hormone eines Babys so verändern können, dass sich das Risiko für Stoffwechselerkrankungen, Fettleibigkeit und Typ-2-Diabetes im Erwachsenenalter verändert. Außerdem kann eine Unterernährung der Mutter zum Zeitpunkt der Empfängnis zu einer Frühgeburt führen und ein schlechtes fetales Wachstum kann bereits vor der Geburt behandelt werden.

## Ehrungen (Auswahl)
- 2001: Fellow der Royal Society of New Zealand [2]
- 2002: Officer des New Zealand Order of Merit
- 2016: Beaven-Medaille des Health Research Council of New Zealand
- 2017: 150 Women in 150 Words der Royal Society Te Apārangi
- 2019: New Zealand Women of Influence Award[3]
- 2019: Rutherford Medal, Royal Society of New Zealand
- 2020: Dame Companion of the New Zealand Order of Merit (DNZM)[4]
- Lebenslanges Mitglied der Pediatric Society of New Zealand
- Fellow des Royal Australasian College of Physicians
- Ehrenmitglied der American Pediatric Society